# SYSTEM ES1
SystemES1（システムES1）は、バンダイナムコゲームスが開発したアーケードゲーム基板。映像のHD出力に対応している。
オペレーティングシステムはDebian系Linux。
また、OSをMicrosoft Windows Embedded 7に変更したSystem ES2 PLUS、System ES3と言った上位基板も存在する。

## 性能
SYSTEM ES1
- マザーボード：Supermicro C2SBM-Q（Intel Q35 + ICH9DOチップセット）
- CPU：Intel Core 2 Duo E8400（3.00 GHz）
- RAM：2×512 MB DDR2 800 MHz 1.8V (機動戦士ガンダム 戦場の絆Rev4.x以降のものは2GB１枚に交換の可能性有)
- GPU：NVIDIA GeForce 9600 GT PCIe 2.0 x16（512 MB GDDR3メモリ搭載）
- 出力：2 DVIポート/ 1 DVI-Iポート、1 VGAポート、1 HDMIポート
- ストレージ：Seagate Barracuda 7200.12 160 GB（ST3160318AS）/ 日立 Deskstar 7K1000.C 160 GB（HDS721016CLA382）SATA HDD
- オペレーティングシステム：Arcade Linux 32-bit（Debian 4.0ベース）
- サウンド：5.1チャンネルHDオーディオ
- 保護：TPM 1.2、HDDコピープロテクション、HASP HL Max USBドングル

SYSTEM ES2 PLUS
- マザーボード：Supermicro C2SBM-Q（Intel Q35 + ICH9DOチップセット）
- CPU：Intel Core 2 Duo E8400（3.00 GHz）
- RAM：2×512 MB DDR2 800 MHz 1.8V
- GPU：NVIDIA GeForce 9600 GT PCIe 2.0 x16（512 MB GDDR3メモリ搭載）
- 出力：2 DVIポート/ 1 DVI-Iポート、1 VGAポート、1 HDMIポート
- ストレージ：Seagate Barracuda 7200.12 160 GB（ST3160318AS）/ 日立 Deskstar 7K1000.C 160 GB（HDS721016CLA382）SATA HDD
- オペレーティングシステム：Windows Embedded 7
- サウンド：5.1チャンネルHDオーディオ
- 保護：TPM 1.2、HDDコピープロテクション、HASP HL Max USBドングル

SYSTEM ES3
- CPU：Intel Core i5-3550S  (3.00 GHz)
- RAM：8 GB DDR3 2400 MHz (Revision B) / 16 GB DDR3 2400 MHz (Revision X)
- GPU：NVIDIA GeForce GTX 650 Ti (Revision B) / GTX 680 (Revision X) PCIe 3.0 x16
- 出力： 1 DVI-I ポート、 1 DVI-D ポート、 1 HDMI ポート
- ストレージ：HGST 250 GB 5400 RPM (HTS545025A7E680) SATA III HDD
- オペレーティングシステム：Windows Embedded Standard 7
- サウンド：Integrated HD Audio
- 保護：HASP HL Max USBドングル、 Windows BitLocker

## 主なタイトル
（発売元は全てバンダイナムコゲームス）

### 発売されたタイトル
SYSTEM ES1
- 弐輪 -NIRIN-（2009年4月6日）[4]
- TANK!TANK!TANK!（2009年10月5日）
- マキシマムヒート（2011年4月20日）
- 機動戦士ガンダム 戦場の絆（Rev3.x以降）（2011年7月29日）[2]
- 湾岸ミッドナイト MAXIMUM TUNE 4（2011年12月15日）

SYSTEM ES2 PLUS
- 百獣大戦グレートアニマルカイザー（2012年7月下旬）
- アイカツ!（2012年10月25日）

SYSTEM ES3
- マリオカート アーケードグランプリDX（2013年7月25日）
- マッハストーム (2013年12月19日)
- 湾岸ミッドナイト MAXIMUM TUNE 5 (2014年3月12日)
- ロストランドアドベンチャー (2014年8月上旬)
- スター・ウォーズ バトルポッド (2014年10月8日)
- 鉄拳7 (2015年2月18日)
- タイムクライシス5 (2015年3月12日)
- シンクロニカ (2015年6月18日)
- 湾岸ミッドナイト MAXIMUM TUNE 5 DX (2015年12月15日)
- 鉄拳7 FATED RETRIBUTION (2016年7月5日)
- ガンバレットX (2016年11月17日)
- 湾岸ミッドナイト MAXIMUM TUNE 5 DX PLUS (2016年12月15日)
- 湾岸ミッドナイト MAXIMUM TUNE 6 (2018年7月12日)